# Põhimaantee 3
Die Põhimaantee 3 (Nationalstraße 3) ist eine Fernstraße in Estland. 

## Verlauf
Die Straße führt von Jõhvi, wo sie von der Põhimaantee 1 (Europastraße 20) abzweigt, nach Süden zum Peipussee und über Tartu (deutsch: Dorpat; dort Kreuzung mit der Põhimaantee 2/Europastraße 263), und weiter zur Grenzstadt Valga, bildet zugleich den estnischen Teil der Europastraße 264. Ihre Fortsetzung in Lettland bildet die lettische Fernstraße Autoceļš A3 über Valmiera nach Inčukalns.
Die Länge der Straße beträgt rund 220 km.

## Geschichte
Während der Zugehörigkeit Estlands zur Sowjetunion trug die Straße die Bezeichnung A201.